# Kernkraftwerk Kahl
Das Kernkraftwerk Kahl (auch Versuchsatomkraftwerk Kahl, VAK) mit  einem Siedewasserreaktor und einer elektrischen Leistung von 15 Megawatt in der Nähe von Großwelzheim in Unterfranken war 1960 das erste kommerzielle Kernkraftwerk in Deutschland. Das Kraftwerk wurde von RWE und Bayernwerk in Auftrag gegeben, erbaut wurde die Anlage durch die Allgemeine Elektricitäts-Gesellschaft (AEG) mit General Electric als Lizenzgeber und Lieferant für den Siedewasserreaktor. Auf dem Gelände wurde einige Jahre nach dem Bau des Kernkraftwerks Kahl (VAK) der Heißdampfreaktor Großwelzheim (HDR) errichtet, der mittlerweile ebenfalls stillgelegt und demontiert wurde.

## Geschichte

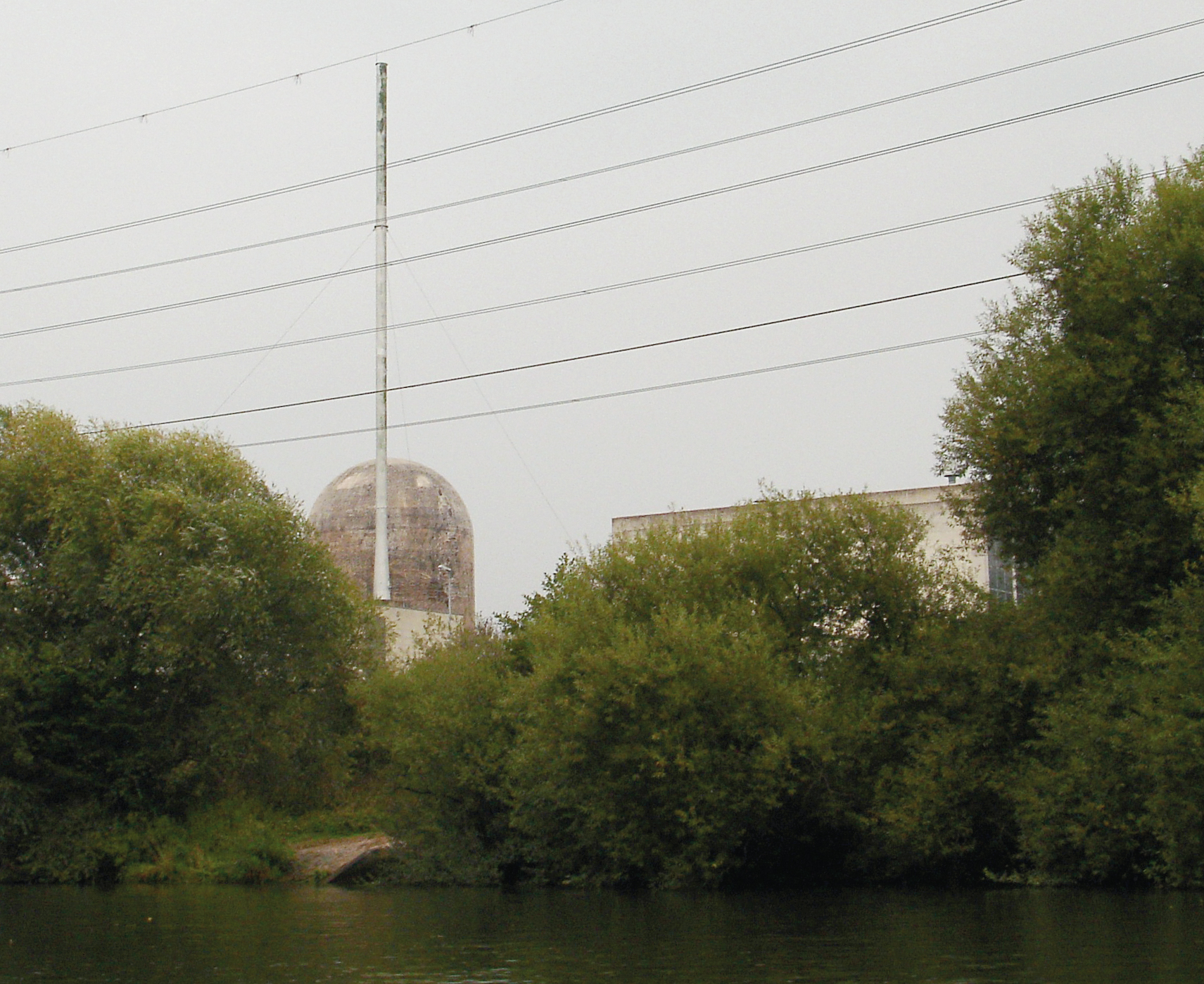
VAK von der Mainseite, 2005

Das Kraftwerk VAK ging am 13. November 1960 in Betrieb und am 17. Juni 1961 wurde erstmals Strom in das öffentliche Stromnetz gespeist. Es stand in der technischen Nachfolge zum 24-MW-Kernkraftwerk Vallecitos, USA, der General Electric, das 1957 seinen kommerziellen Betrieb aufgenommen hatte.
Der Versuchsreaktor war insgesamt 150.000 Stunden in Betrieb und lieferte 2,1 Milliarden Kilowattstunden Strom. Nach Angaben des Bundes für Umwelt und Naturschutz kam es während des Betriebs zu 90 Defekten und Störfällen, von denen sieben als ernsthaft eingestuft wurden.
Nach über 25 Jahren Betrieb wurde das Kraftwerk am 25. November 1985 stillgelegt. Seit 1986 wurde der Rückbau vorbereitet, 1988 begannen die ersten Rückbauarbeiten. Im Jahre 2005 wurde die charakteristische gelbe Kuppel beseitigt. Beim Rückbau der Reaktor-Ummantelung kamen aufgrund der hohen Radioaktivität des Stahlbetons ferngesteuerte Kleinbagger zum Einsatz. Der Abriss dauerte länger als der Betrieb und kostete mit 150 Millionen Euro auch wesentlich mehr als der Aufbau; dies ist auch dem Umstand geschuldet, dass dabei neben dem Rückbau an sich auch die Erprobung von Techniken für den Rückbau anderer Anlagen durchgeführt wurde.
Als letztes markantes Bauteil des KKWs wurde am 31. Juli 2007 der 53 m hohe Kamin abgebaut. Ende 2008 waren die Rückbauarbeiten des Reaktorgebäudes und aller aktivierten Anlagenteile vollständig abgeschlossen; alle übrigen Gebäude- und Anlagenteile wurden im Juni und Juli 2010 abgerissen. Großwelzheim ist damit der erste Standort in Deutschland, an dem zwei Kernkraftwerke vollständig beseitigt wurden.
Bei der Bildung der Gemeinde Karlstein aus den bis dahin selbständigen Orten Dettingen am Main und Großwelzheim im Jahr 1975 wurde wegen des Kernkraftwerks das Atomsymbol in das neu geschaffene und bis heute gültige Gemeindewappen aufgenommen.

## Namensgebung
Obwohl das Kernkraftwerk nicht auf der Markung der Gemeinde Kahl am Main, sondern auf der der Nachbargemeinde Großwelzheim (heute Karlstein am Main) errichtet wurde, wurde es von Anfang an Versuchsatomkraftwerk Kahl genannt. Hierfür gab es folgende Gründe:
- „Kahl“ ist wesentlich kürzer als „Großwelzheim“. Dies vereinfacht nicht nur die Schreibweise, sondern sollte auch den in den Anfangsjahren im Kraftwerk tätigen US-Amerikanern sprachliche Erleichterungen (leichtere Aussprache) bieten.
- Sowohl das angrenzende (und inzwischen ebenfalls stillgelegte) Kohlekraftwerk Dettingen als auch das VAK und der HDR wurden postalisch von Kahl aus bedient. Die Karlsteiner Ortslage Kimmelsteich östlich des ehemaligen Kraftwerksgeländes ragt in die Kahler Gemarkung und wird ebenfalls von Kahl aus postalisch versorgt.
- Großwelzheim hat keinen Bahnhof und war daher als Zielort ungeeignet. Kahl hingegen hat einen Bahnhof.

## Dokumentarfilm
Der Filmemacher Haro Senft drehte über Bau und Inbetriebnahme des Kernkraftwerks die Dokumentation Kahl, die 1962 für einen Oscar nominiert wurde. Mit „Von der grünen Wiese zur grünen Wiese“ entstand im Jahr 2010 ein weiterer Film unter der Leitung des Regisseurs und Filmemachers Stefan Schnelle, der sich mit der Historie und insbesondere dem Rückbau des VAK Kahls befasst.

## Daten des Reaktorblocks
Das Kernkraftwerk Kahl hatte einen Kraftwerksblock:
| Reaktorblock | Reaktortyp         | Netto- leistung | Brutto- leistung | Baubeginn    | Netzsyn- chronisation | Kommer- zieller Betrieb | Abschal- tung |
| ------------ | ------------------ | --------------- | ---------------- | ------------ | --------------------- | ----------------------- | ------------- |
| VAK Kahl     | Siedewasserreaktor | 15 MW           | 16 MW            | 1. Juli 1958 | 17. Juni 1961         | 1. Feb. 1962            | 25. Nov. 1985 |